# Liste der Kulturdenkmale in Mehringen (Aschersleben)
Die Liste der Kulturdenkmale in Mehringen enthält die Kulturdenkmale des Landesamtes für Denkmalpflege und Archäologie in Sachsen-Anhalt im Ortsteil Mehringen der Gemeinde Aschersleben und ist eine Teilliste der Liste der Kulturdenkmale in Aschersleben. Grundlage ist das Denkmalverzeichnis des Landes Sachsen-Anhalt, das auf Basis des Denkmalschutzgesetzes des Landes Sachsen-Anhalt, welches am 21. Oktober 1991 durch das Landesamt erstellt und seither laufend ergänzt wurde (Stand: 31. Dezember 2022).

## Legende
In den Spalten befinden sich folgende Informationen:
- Lage: Nennt den Straßennamen und wenn vorhanden die Hausnummer des Kulturdenkmals. Die Grundsortierung der Liste erfolgt nach dieser Adresse. Der Link „Karte“ führt zu verschiedenen Kartendarstellungen und nennt die geographischen Koordinaten.
Link zu einem Kartenansichtstool, um Koordinaten zu setzen. In der Kartenansicht sind Baudenkmale ohne Koordinaten mit einem roten bzw. orangen Marker dargestellt und können in der Karte gesetzt werden. Baudenkmale ohne Bild sind mit einem blauen bzw. roten Marker gekennzeichnet, Baudenkmale mit Bild mit einem grünen bzw. orangen Marker.
- Offizielle Bezeichnung: Nennt den Namen, die Bezeichnung oder zumindest die Art des Kulturdenkmals und verlinkt, soweit vorhanden, auf den Artikel zum Objekt.
- Beschreibung: Nennt bauliche und geschichtliche Einzelheiten des Kulturdenkmals, vorzugsweise die Denkmaleigenschaften.
- Erfassungsnummer: Für jedes Kulturdenkmal wird in Sachsen-Anhalt eine 20stellige Erfassungsnummer vergeben. Die letzten zwölf Ziffern werden für die Untergliederung nach Teilobjekten genutzt und werden nur angegeben, soweit vergeben. In dieser Spalte kann sich folgendes Icon  befinden, dies führt zu Angaben zu diesem Baudenkmal bei Wikidata.
- Ausweisungsart: Die Einordnung des Denkmales nach § 2 Abs. 2 DenkmSchG LSA
- Bild: Ein Bild des Denkmales, und gegebenenfalls einen Link zu weiteren Fotos des Kulturdenkmals im Medienarchiv Wikimedia Commons. Wenn man auf das Kamerasymbol klickt, können Fotos zu Kulturdenkmalen aus dieser Liste hochgeladen werden:

## Kulturdenkmale
| Lage                                              | Bezeichnung                                   | Beschreibung                                                                    | Erfassungs- nummer | Ausweisungsart                              | Bild                                                                                                   |
| ------------------------------------------------- | --------------------------------------------- | ------------------------------------------------------------------------------- | ------------------ | ------------------------------------------- | --- |
| Alte Bahnhofstraße 3 (Karte)                      | Villa                                         |                                                                                 | 094 17299          | Baudenkmal                                  | BW |
| Am Bahnhof In der Nähe des Bahnhofes (Karte)      | Distanzstein                                  |                                                                                 | 094 90351          | Kleindenkmal                                | [[Vorlage:Bilderwunsch/code!/C:51.72174,11.516123!/D:Am Bahnhof In der Nähe des Bahnhofes,!/\|BW]]     |
| Am Kloster 9 (Karte)                              | Gutshof                                       |                                                                                 | 094 04268          | Baudenkmal                                  | BW |
| Angerstraße 1 (Karte)                             | Taubenturm                                    |                                                                                 | 094 03657          | Baudenkmal                                  | BW |
| Angerstraße 4 (Karte)                             | Bauernhof                                     |                                                                                 | 094 17297          | Baudenkmal                                  | BW |
| Angerstraße 6 (Karte)                             | Bauernhof                                     |                                                                                 | 094 17298          | Baudenkmal                                  | BW |
| B 6 BW 10 10, Brücke über die Selke (Karte)       | Brücke                                        | Möller-Brücke (Evtl Fehler, durch Mehringen fließt die Wipper, nicht die Selke) | 094 90365          | Baudenkmal                                  | [[Vorlage:Bilderwunsch/code!/C:51.72675,11.51105!/D:B 6 BW 10 10, Brücke über die Selke,!/\|BW]]       |
| Grüne Straße 3, 5 (Karte)                         | Häusergruppe                                  |                                                                                 | 094 17300          | Denkmalbereich                              | BW |
| Im großen Winkel 10 (Karte)                       | Stall                                         |                                                                                 | 094 17302          | Baudenkmal                                  | BW |
| Kirchstraße (Karte)                               | Sankt-Stephani-Kirche                         | ev. Kirche St. Stephanus                                                        | 094 03665          | Baudenkmal                                  | Weitere Bilder                                                                                         |
| Kirchstraße (Karte)                               | Denkmal für die Gefallenen des 1. Weltkrieges | Kriegerdenkmal, 2017 als Denkmal ausgewiesen                                    | 094 03665001       | Teilobjekt eines Baudenkmals - Kleindenkmal | BW |
| auf dem Kirchhof (Karte)                          | Erbbegräbnis der Familie Grosmann             | Gruft aus dem Jahr 1869, 2017 als Denkmal ausgewiesen                           | 094 03665002       | Teilobjekt eines Baudenkmals                | BW |
| Kirchstraße 2 (Karte)                             | Pfarrhof                                      |                                                                                 | 094 17315          | Baudenkmal                                  | BW |
| Kirchstraße 10 (Karte)                            | Bauernhof                                     |                                                                                 | 094 17314          | Baudenkmal                                  | BW |
| Kreisstraße 17 (Karte)                            | Bauernhof                                     |                                                                                 | 094 17303          | Baudenkmal                                  | BW |
| Kreisstraße 24 (Karte)                            | Bauernhof                                     |                                                                                 | 094 17304          | Baudenkmal                                  | BW |
| Kreisstraße 30 (Karte)                            | Bauernhof                                     |                                                                                 | 094 17306          | Baudenkmal                                  | BW |
| Kreisstraße 34 (Karte)                            | Bauernhof                                     |                                                                                 | 094 17307          | Baudenkmal                                  | BW |
| Kreisstraße 35 (Karte)                            | Bauernhof                                     |                                                                                 | 094 17308          | Baudenkmal                                  | BW |
| Kreisstraße 44 (Karte)                            | Stall                                         |                                                                                 | 094 17309          | Baudenkmal                                  | BW |
| Kreisstraße 58 (Karte)                            | Bauernhof                                     |                                                                                 | 094 17310          | Baudenkmal                                  | BW |
| Kreisstraße 67 (Karte)                            | Bauernhof                                     |                                                                                 | 094 17311          | Baudenkmal                                  | BW |
| Walkmühle Westlich außerhalb der Gemeinde (Karte) | Mühle                                         |                                                                                 | 094 17313          | Baudenkmal                                  | [[Vorlage:Bilderwunsch/code!/C:51.73246,11.50447!/D:Walkmühle Westlich außerhalb der Gemeinde,!/\|BW]] |

## Ehemalige Kulturdenkmale
| Lage                   | Bezeichnung | Beschreibung | Erfassungs- nummer | Ausweisungsart | Bild |
| ---------------------- | ----------- | ------------ | ------------------ | -------------- | ---- |
| Kreisstraße 26 (Karte) | Bauernhof   |              | 094 17305          | Baudenkmal     | BW   |
| Schulstraße 16         | Bauernhof   |              | 094 17312          | Baudenkmal     |      |